# Anton Böhm (Journalist)
Anton W. Böhm (* 6. März 1904 in Wien; † 8. Januar 1998 in Salzburg) war ein österreichischer Journalist und Publizist. Er wirkte im katholischen Bund Neuland und war 1963–1973 Chefredakteur der Wochenzeitung Rheinischer Merkur.

## Leben
Böhm studierte von 1923 bis 1928 an der Universität Wien Rechts- und Staatswissenschaften, Philosophie und Geschichte. 1928 wurde er zum Dr. rer. pol. promoviert. Schon zu Studienbeginn trat er dem Bund Neuland bei, in dem er sich bald engagierte, bis er 1938 nach dem Anschluss Österreichs aufgelöst wurde. Wie viele österreichische Intellektuelle in den Nöten der Zwischenkriegszeit sympathisierte Böhm zunächst mit der Idee eines Großdeutschen Reichs und trat im Juni 1933 – in der Zeit des Ständestaats – der illegalen österreichischen NSDAP bei, blieb aber aktives Mitglied im Bund Neuland. Am 24. Mai 1938 beantragte er die reguläre Aufnahme in die NSDAP und wurde rückwirkend zum 1. Mai desselben Jahres aufgenommen (Mitgliedsnummer 6.105.089). Von 1928 bis zur Einstellung durch die Nationalsozialisten im Jahre 1941 war er Redakteur der katholischen Wochenzeitschrift Schönere Zukunft. Nach der Inhaftierung des Chefredakteurs Friedrich Funder im März 1938 wurde Anton Böhm vom NS-Regime mit der kommissarischen Leitung der christlichen Wiener Reichspost beauftragt; die Zeitung wurde aber im September 1939 durch das Regime eingestellt. Ab Dezember 1940 Funker bei der Luftwaffe, wurde Böhm 1941 von Hans Bernd von Haeften (den er aus dessen Zeit an der Wiener Gesandtschaft kannte) in die Wilhelmstraße (Berlin-Mitte) gelotst, wo er ab Januar 1942 Wissenschaftlicher Hilfsarbeiter im Auswärtigen Amt war.
Nach dem Zweiten Weltkrieg war Böhm bis Oktober 1946 im Salzburger Glasenbach interniert. Danach war er Lektor im Otto Müller Verlag und Mitherausgeber der Monatszeitschrift Wort und Wahrheit, die sich für die Modernisierung der katholischen Kirche einsetzte. Seit Februar 1953 war er Redakteur des Rheinischen Merkur, ab Dezember 1953 stellvertretender Chefredakteur und ab 1963 Chefredakteur. Böhm und der Rheinische Merkur hatten in der Nachkriegszeit in Deutschland – und bis in die Mitte der 1960er Jahre – einen spürbaren Einfluss auf die politische Meinungsbildung in der Bundesrepublik Deutschland. Verheiratet war Böhm mit Hildegard geb. Glaser. Sie hatten zwei Kinder. Er wurde am Wiener Zentralfriedhof bestattet.

## Schriften
- Tatsachen zur Frage : Inserat und katholische Presse. Wochenschrift Schönere Zukunft.
- Katholischer Glaube und deutsches Volkstum in Österreich. Pustet Salzburg 1933.
- Epoche des Teufels : Ein Versuch. Klipper, Stuttgart 1955.
- Elegie im Oktober. Türmer, München 1958.
- Lebensstandard – wozu? Fromm, Osnabrück 1961.
- Wege in Wirrnis (Roman). Muth, Düsseldorf 1961.
- Die Problematik der Mitbestimmung. Badenia Karlsruhe 1967.
- Ost-West, Konfrontation oder Koexistenz? Fromm, Osnabrück 1970.
- Verdammt, verloren, verlassen. Orion-Heimreiter-Verlag, Heusenstamm 1970.
- Glaube und Demoskopie. Badenia Karlsruhe 1971, ISBN 3-7617-0021-0, zusammen mit Helmut Riedlinger, Gerhard Schmidtchen.
- Die Lage der Nation, moralisch, Fromm, Osnabrück 1971, ISBN 3-7729-5016-7.
- Leben im Zwiespalt – der moderne Mensch zwischen Angst und Hybris. Herder Freiburg 1974, ISBN 3-451-07500-8.